# Károly Csapó
Károly Csapó (Agyagosszergeny, 23 de febrer de 1952) és un futbolista hongarès retirat de la dècada de 1970.

## Trajectòria esportiva
Entre 1974 i 1982 va jugar al FC Tatabánya hongarès. A continuació deixà Hongria per jugar al Toulouse FC i al Grenoble francesos. Amb la selecció hongaresa jugà la Copa del Món de futbol de l'Argentina de 1978, en el qual marcà un gol.